# ギヨーム・シェヌ

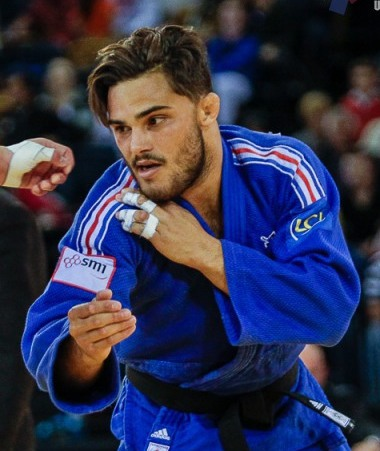

ギヨーム・シェヌ（Guillaume Chaine 1986年10月24日- ）はフランス出身の柔道選手。階級は73kg級。

## 経歴
73kg級の選手として2015年にはグランドスラム・チュメニで2位になるなど一定の実績を残すも際立った成績は残せずにいたが、2019年にはグランプリ・トビリシで32歳にしてIJFワールド柔道ツアー初優勝を果たした。世界団体では決勝の日本戦で世界チャンピオンの大野将平に開始早々に巴投げで敗れるとチームも2位にとどまった。2021年7月に日本武道館で開催された東京オリンピックでは初戦でブラジルのエドゥアルド・バルボサに敗れた。東京オリンピック混合団体では決勝の日本戦で個人戦金メダリストである大野と対戦する前にチームが優勝を決めたため出番がなかった。

## 主な戦績
- 2009年 - ワールドカップ・バーミンガム　優勝
- 2012年 - ベルギー国際　優勝
- 2015年 - アフリカオープン・チュニス　優勝
- 2015年 - ヨーロッパオープン・ミンスク　優勝
- 2015年 - グランドスラム・チュメニ　2位
- 2015年 - ヨーロッパオープン・グラスゴー　優勝
- 2017年 - ヨーロッパオープン・オディヴェーラス　優勝
- 2017年 - グランプリ・デュッセルドルフ　3位
- 2019年 - グランプリ・トビリシ　優勝
- 2019年 - グランプリ・アンタルヤ　3位
- 2019年 - ヨーロッパ競技大会　団体戦　3位
- 2019年 - 世界団体　2位
- 2021年 - 東京オリンピック混合団体　優勝

(出典)